# Vimeca / Lisboa Transportes

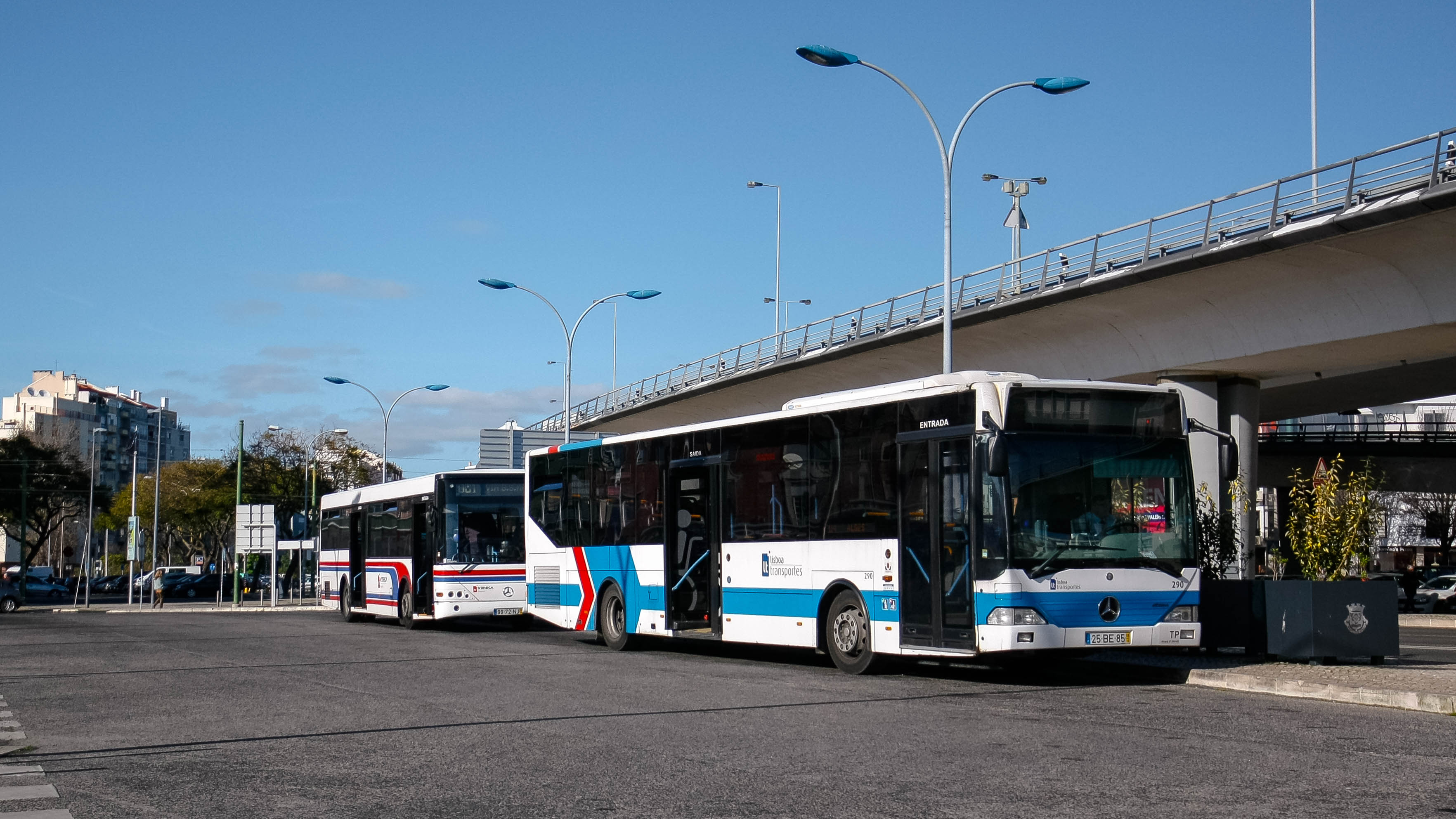
Autocarros n.º 241 da LT e, atrás, n.º 290 da Vimeca, em 2020 em Algés.

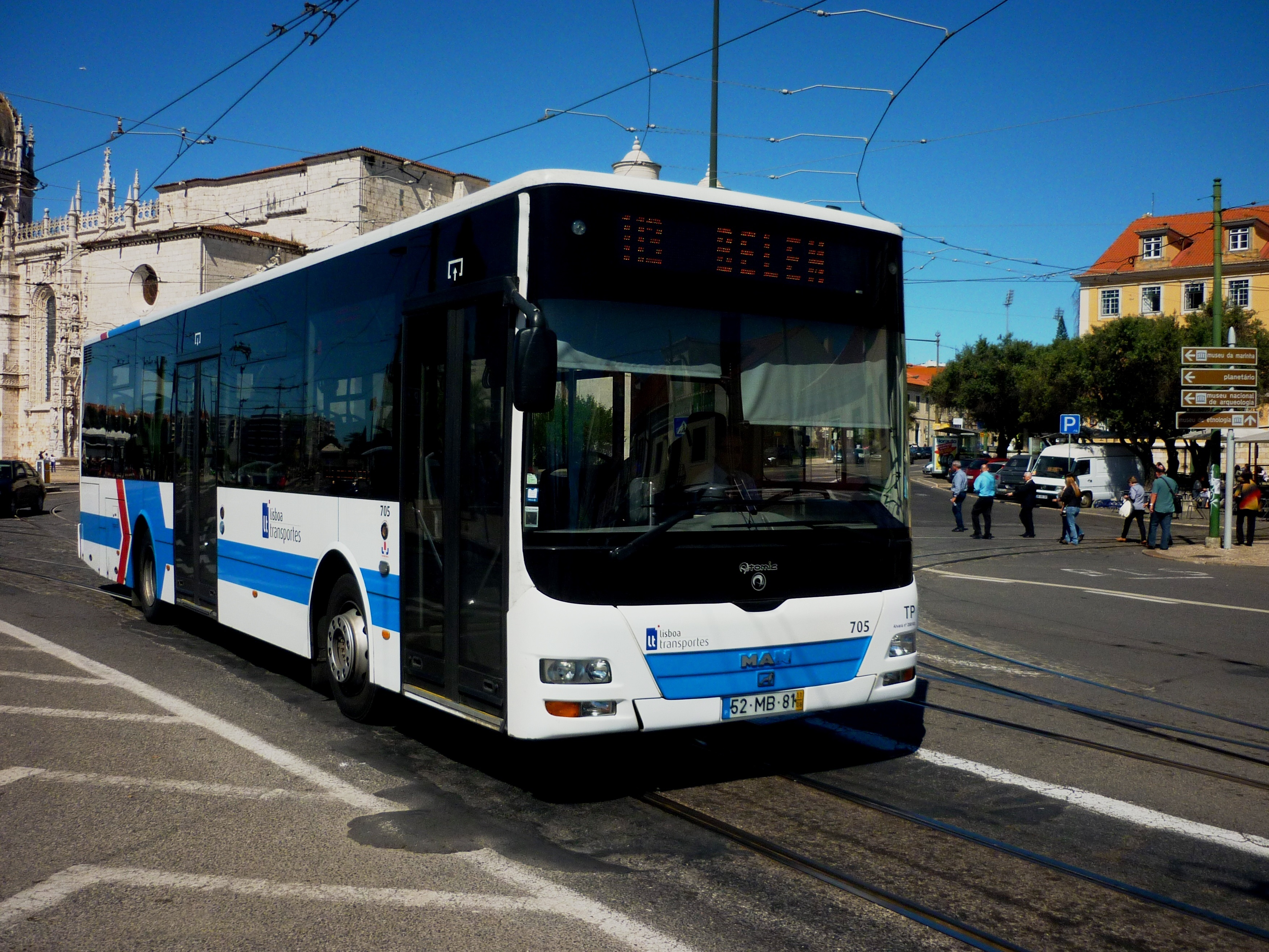
Autocarro n.º 705 da LT em 2015, junto aos Jerónimos, operando a carreira.

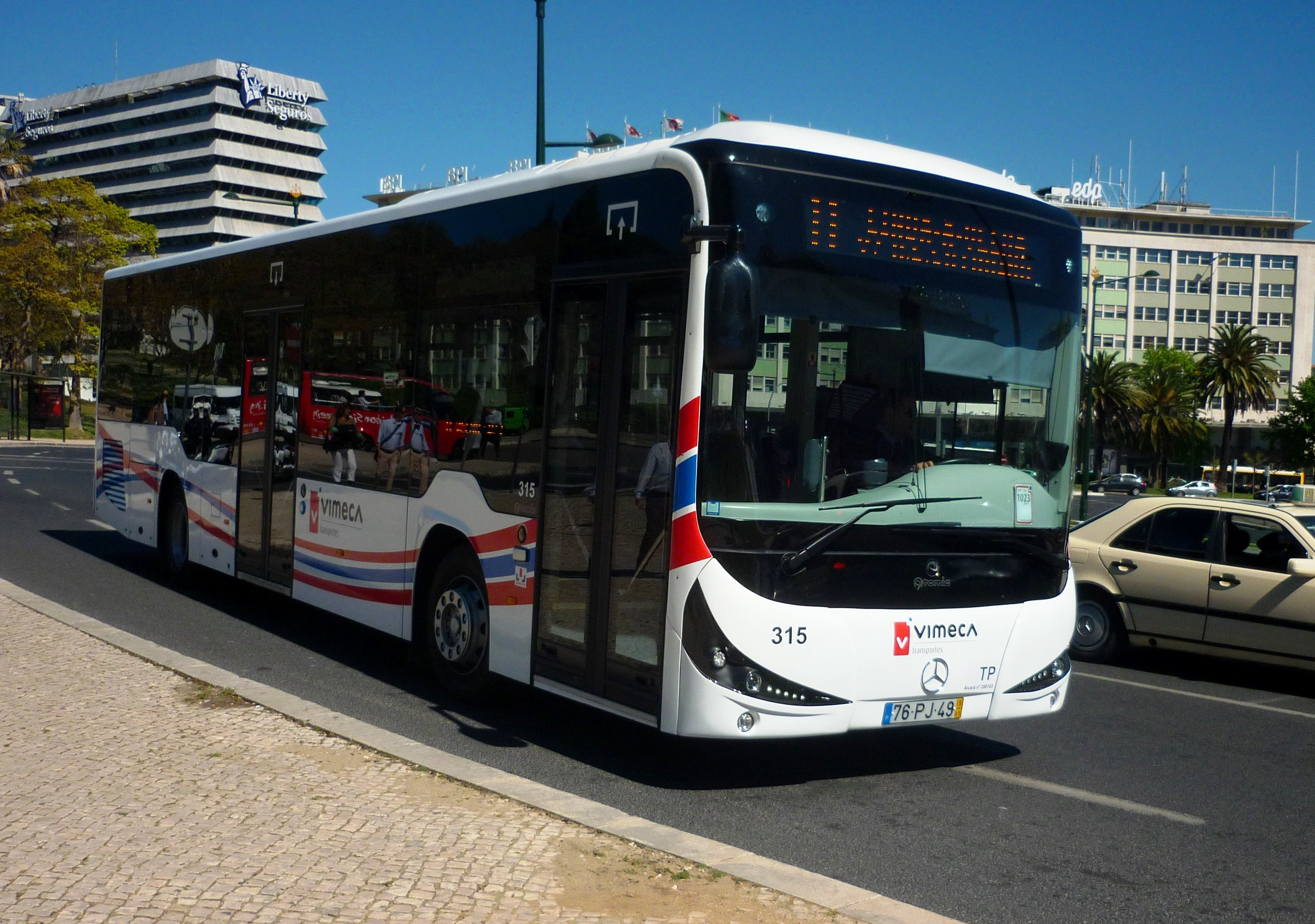
Autocarro n.º 315 da Vimeca em 2015, no Marquês de Pombal, operando a carreira.

A Vimeca / Lisboa Transportes, ou simplesmente Vimeca, foi uma empresa portuguesa de transportes públicos coletivos que operava uma rede de autocarros nos concelhos de Oeiras, Amadora, Cascais, Sintra, além de também ter algumas ligações a Lisboa (Marquês de Pombal, Colégio Militar e Belém). Umas carreiras mantiveram-se identificadas como Vimeca, e outras como Lisboa Transportes (LT) por questões históricas envolventes com a privatização da Rodoviária de Lisboa.
Em 2023, a Vimeca fundiu-se com a Scotturb, dando origem à Viação Alvorada, uma das 4 operadoras concessionárias da Carris Metropolitana.

## História
A Vimeca foi fundada em 21 de setembro de 1931, com o seu nome a significar Viação Mecânica de Carnaxide. Inicialmente fazia uma ligação entre Carnaxide e Algés usando um veículo de tracção animal. Adquiriu o seu primeiro veículo automóvel ainda na década de 1930 e desde então tem crescido no concelho de Oeiras.[carece de fontes?]
Na década de 1970 começa a fazer ligações directas a Lisboa. Devido à sua reduzida dimensão não foi, ao contrário de outras congéneres, nacionalizada em 1975 para a criação da Rodoviária Nacional.[carece de fontes?] Em 1995, no processo de privatização da Rodoviária de Lisboa (entratanto desmembrada da Rodoviária Nacional), a Vimeca adquire os antigos Centros Autónomos de Transportes 3 e 4 da R.N., tendo-se criado para a respetivas carreiras a designação adicional de Lisboa Transportes.[carece de fontes?]
Tanto a Scotturb como a Vimeca foram vendidas pelo grupo Imorey, em 2017, ao empresário brasileiro Francisco Feitosa, dono da empresa rodoviária Vega S/A Transporte Urbano. Apesar de pertencerem ao mesmo grupo, tanto a Vimeca como a Scotturb operavam independentemente, sem qualquer integração horária ou tarifária específica.[carece de fontes?] Em finais da década de 2010, a empresa empregava 401 motoristas responsáveis por 225 autocarros, efectuando 79 carreiras que transportavam diariamente 175 mil passageiros.[carece de fontes?]

A 1 de Janeiro de 2023, na sequência da implantação da Carris Metropolitana na Grande Lisboa, a Vimeca e a Scotturb formaram o novo operador da área 1, ambas ainda propriedade do mesmo grupo, dando origem à Viação Alvorada.

### Operação

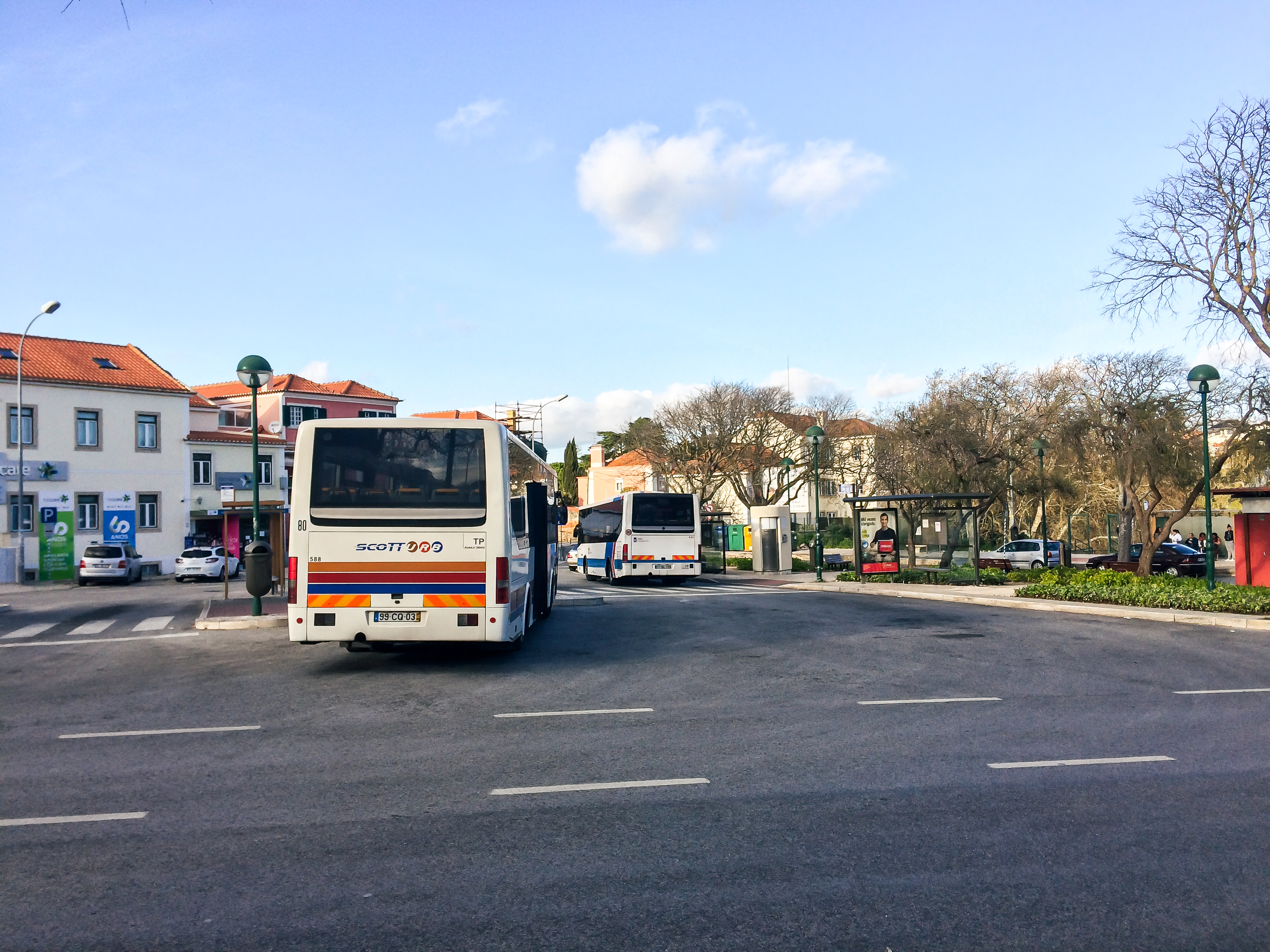
Autocarros da Scotturb e da Vimeca partilhando uma paragem na estação de Oeiras, em 2018.

A sede da Vimeca localizava-se em Queluz de Baixo, concelho de Oeiras, onde tinha as suas instalações oficinais e estação de recolha.[carece de fontes?]
No âmbito do serviço regular de passageiros, dada a área em que prestava serviço, as carreiras da Vimeca permitiam a realização de três funções ao longo dos concelhos que servia:[carece de fontes?]
- Ligações com Lisboa, com terminais em Colégio Militar, Marquês de Pombal e Belém;
- Ligações transversais entre algumas estações e apeadeiros da linhas de Sintra e de Cascais da CP Lisboa. Da linha de Cascais, os autocarros partem de Belém, Algés, Cruz Quebrada, Caxias, Paço de Arcos e Oeiras. Da linha de Sintra, os autocarros partem de Santa Cruz-Damaia, Amadora, Queluz-Belas, Monte Abraão, Massamá-Barcarena e Agualva-Cacém;[carece de fontes?]
- Ligações locais dentro de cada um dos concelhos que servia, permitindo ligar vários destinos dentro de uma freguesia ou entre freguesias vizinhas, incluindo rebatimento ao serviço ferroviário.

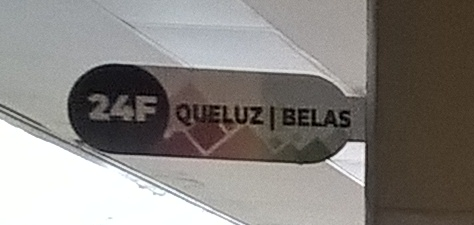
Postalete da no terminal rodoviário da estação de Agualva-Cacém.

#### Carreiras
Até 2023, altura em que o serviço da Vimeca passou para a Carris Metropolitana, a Vimeca operava estas carreiras:

##### Vimeca
As designações de carreira da Vimeca, numericamente na gama 1-35, apresentavam-se por vezes com zeros à esquerda a colmatar três algarismos — atingindo mesmo quatro posições nas carreiras com identificação literal adicional. Dada a sinalética disponível ao público e a documentação interna, porém, a posição da empresa parece ter sido de preferencialmente não incluir estes zeros não-significativos, ainda que com exceções conspícuas.
- 1 Alegro Alfragide ⇆ Algés (Estação) ◷◫ (equiv. 1101, 1504 e 1722)
- 2 Algés (Estação) ⇆ Queluz de Baixo ◷◫ (equiv. 1103 e 1107)
- 6 Algés (Estação) ⇆ Queluz de Baixo via Dafundo ◷◫ (subst. 1106)
- 7 Carnaxide ⇆ Lisboa (Marquês de Pombal) ◷◫ (subst. 1723)
- 10 Alfragide (Bairro do Zambujal) ⇆ Algés (Estação) ◷◫ (subst. 1503)
- 11 Linda-a-Velha ⇆ Lisboa (Marquês de Pombal) ◷◫ (subst. 1724)
- 12 Algés (Estação) ⇆ Monte Abraão (Estação) ◷◫ (equiv. 1105 e 1522)
- 13 Lisboa (Marquês de Pombal) ⇆ Queluz de Baixo via Carnaxide ◷◫ (equiv. 1723, 1726, 1728, e 1730)
- 13D Lisboa (Marquês de Pombal) ⇆ Queluz de Baixo ◷◫ (subst. 1729)
- 15 Lisboa (Marquês de Pombal) ⇆ São Marcos via TagusPark ◷◫ (subst. 1733)
- 20 Algés (Estação) ⇆ Amadora (Estação Sul) via Reboleira ◷◫ (subst. 1712)
- 22 Casal do Cotão ↺ via Tercena / São Marcos / Tercena ◷◫ (subst. 1216)
- 23 Casal do Cotão ↺ via Tercena / São Marcos / Taguspark ◷◫ (subst. 1524)
- 24 Bairro da Cidade Desportiva ⇆ Queluz-Belas (Estação) ◷◫ (subst. 1226)
- 24F Alegro Sintra ⇆ Queluz-Belas (Estação) ◷◫ (subst. 1236)
- 25 Hospital Fernando Fonseca ↺ via Queluz-Belas (Estação) ◷◫ (subst. 1513)
- 26 Amadora (Estação Norte) ⇆ Falagueira (Metro) ◷◫ (subst. 1003)

###### Alegro Bus

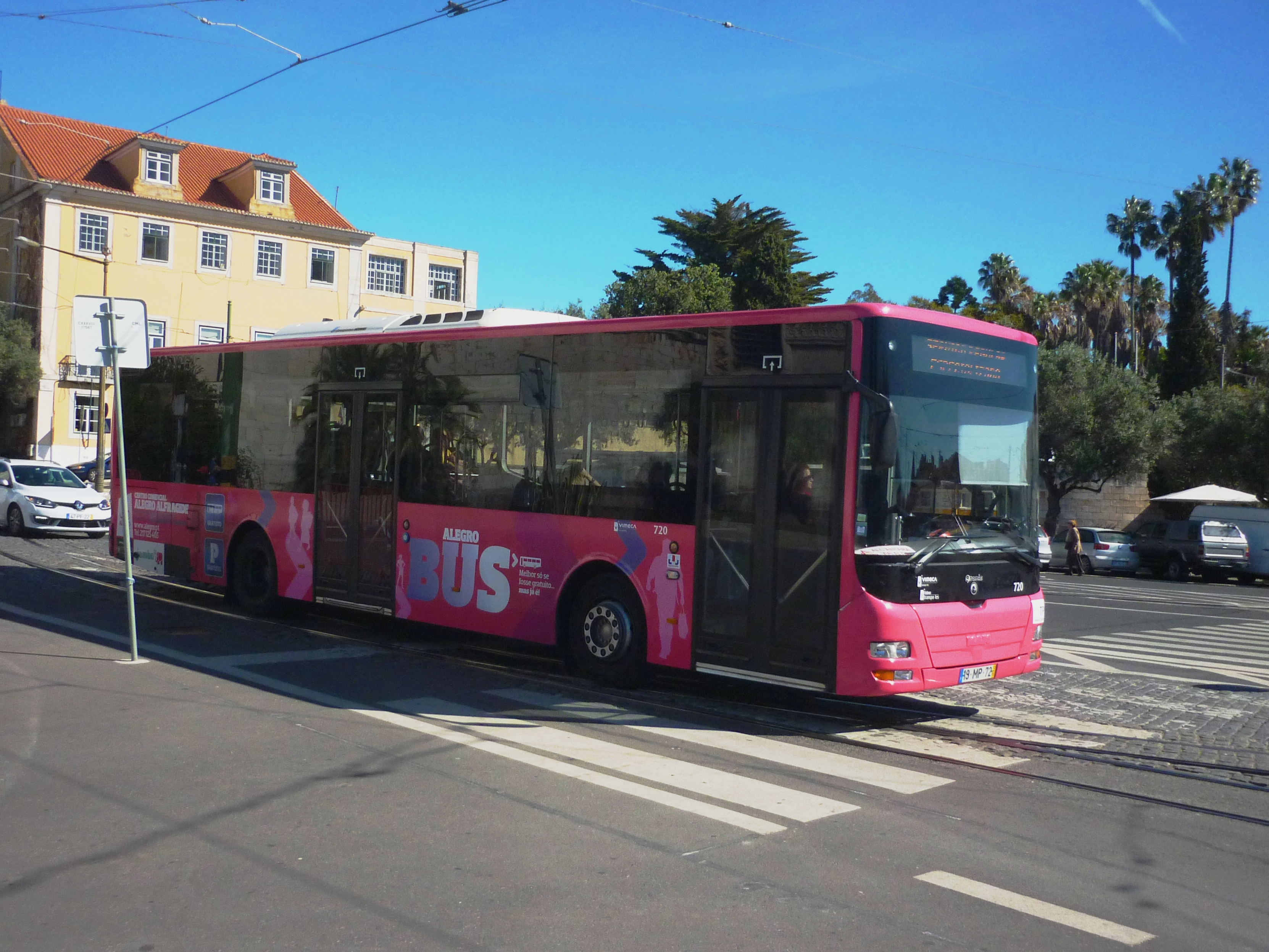
Veículo Vimeca/LT (n.º 720) fazendo o serviço Alegro Bus em Belém com destino a Alcântara, em 2015.

O Alegro Bus foi um serviço gratuito que fazia ligações ao Centro Comercial Alegro Alfragide. No sentido para o centro comercial, os passageiros só poderiam sair no centro comercial, assim como no sentido inverso, os passageiros só podiam entrar no centro comercial. Criado antes de 2015, contava com duas carreiras, ambas com oito circulações diárias em cada sentido:
- AAQ Alegro Amadora+Queluz: Queluz-Belas (Estação) ⇆ Alegro Alfragide via Amadora (contava com 20 paragens)[9]
- AAA Alegro Alcântara+Algés: Largo do Calvário ⇆ Alegro Alfragide via Algés (Estação) (contava com uma circulação adicional no percuso descendente e com 15-18 paragens, consoante a sazonalidade e o percuso)[9]

O serviço era operado pela Vimeca e foi suspenso a partir de 1 de julho de 2022 devido à mudança para a Carris Metropolitana.

Separadamente destes serviços gratuitos ao Alegro Alfragide, o Alegro Sintra era servido por carreiras regulares da Vimeca, sendo nomedamante a 24F e a 152 apresentadas como tal pela empresa, com promoção específica e diferenciação na sinalética e librés.

##### Lisboa Transportes

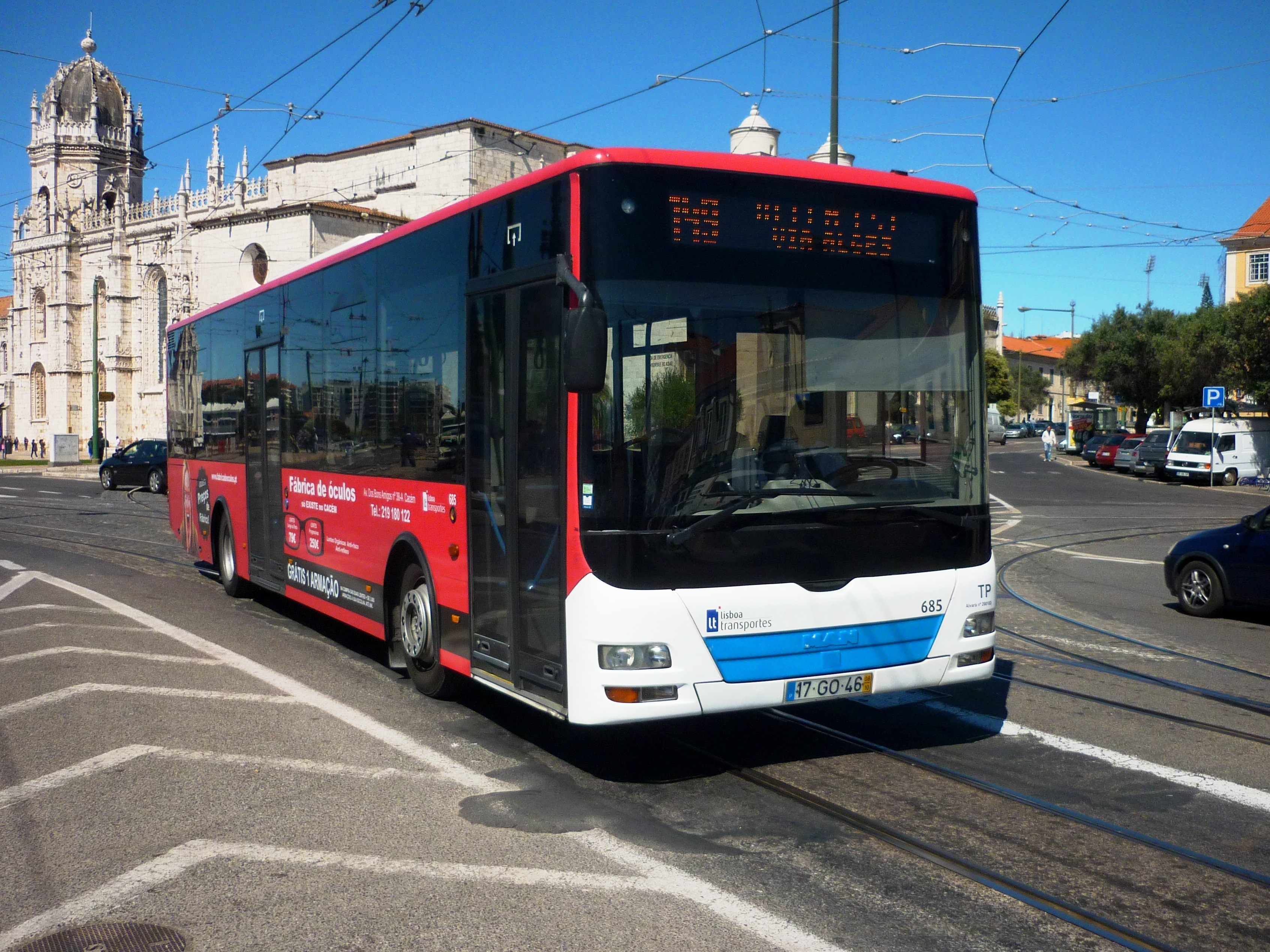
Autocarro n.º 685 da Vimeca em 2015, fazendo a carreira em Belém.

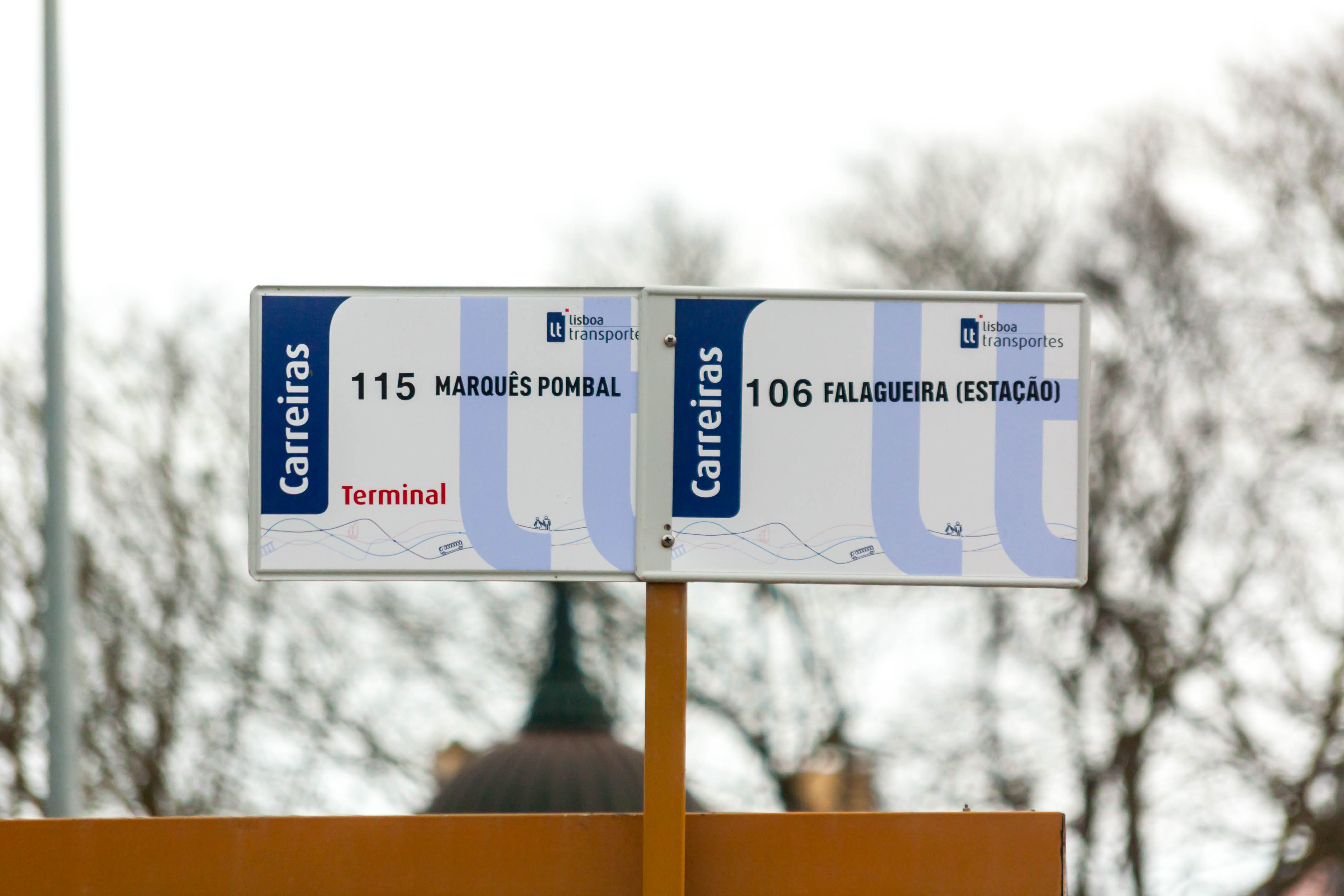
Postaletes da e na Estação de Oeiras.

- 101 Colégio Militar ⇆ Tercena ◷◫ (subst. 1717)
- 102 Cruz Quebrada (Estação) ⇆ Queluz-Belas (Estação) ◷◫ (subst. 1527)
- 103 Hospital Fernando Fonseca ⇆ Montelavar ◷◫ (subst. 1512)
- 104 Almargem do Bispo ⇆ Falagueira (Metro) ◷◫ (subst. 1508)
- 105 Reboleira (Metro) ⇆ Monte Abraão ◷◫ (subst. 1518)
- 106 Falagueira (Metro) ⇆ Carcavelos (Praia) ◷◫ (equiv. 1530 e 1601)
- 107 Idanha (Urbanização de Campinas) ⇆ Lisboa (Marquês de Pombal) ◷◫ (subst. 1716)
- 108 Caxias (Estação) ⇆ Reboleira (Metro) ◷◫ (subst. 1507)
- 109 Reboleira (Metro) ↺ via Damaia de Cima ◷◫ (subst. 1015)
- 110 Urbana de Massamá: Massamá-Barcarena (Estação Norte) ↺ via Urbanização Quinta das Flores ◷◫ (subst. 1229)
- 111 Oeiras (Estação) ⇆ Paço de Arcos (Estação Norte) ◷◫ (subst. 1120)
- 112 Belas (Samaritana) ⇆ Oeiras (Estação) ◷◫ (equiv. 1211 e 1523)
- 113 Amadora (Estação Sul) ⇆ Belém (Estação) ◷◫ (subst. 1714)
- 114 Algés (Estação) ⇆ Amadora (Estação Sul) ◷◫ (subst. 1502)
- 115 Lisboa (Marquês de Pombal)[a] ⇆ Oeiras (Estação) ◷◫ (subst. 1725)
- 116 Paço de Arcos (Estação Sul) ↺ via Bairro Joaquim Matias ◷◫ (subst. 1124)
- 117 Caxias (Estabelecimento Prisional) ⇆ Monte Abraão (Estação) ◷◫ (subst. 1525)
- 118 Amadora (Estação Norte) ⇆ Casal da Mira (UBBO) ◷◫ (subst. 1006)
- 119 Paço de Arcos (Estação Norte) ⇆ Talaíde (Largo) ◷◫ (equiv. 1119, 1531, e 1617)
- 122 Oeiras (Estação) ⇆ Bairro dos Navegadores ◷◫ (subst. 1529)
- 124 Fonte da Aranha ⇆ Montelavar ◷◫ (subst. 1634)
- 125 Paço de Arcos (Estação Norte) ⇆ Taguspark ◷◫ (equiv. 1610 e 1616)
- 126 Cacém (Estação) ↺ via Bairro das Lopas ◷◫ (subst. 1221)
- 128 Casal da Mira (UBBO) ⇆ Colégio Militar ◷◫ (subst. 1706)
- 129 Paço de Arcos (Estação Norte) ⇆ Lagoas Park ◷◫ (subst. 1123)
- 130 Monte Abraão (Estação) ↺ via Pendão / Belas / Idanha ◷◫ (subst. 1230)
- 131 Monte Abraão (Estação) ↺ via Idanha / Belas / Pendão ◷◫ (subst. 1230)
- 132 A-da-Beja (Largo) ⇆ Colégio Militar ◷◫ (equiv. 1515 e 1720)
- 133 Amadora (Estação Norte) ⇆ Caneças ◷◫ (subst. 1603)
- 134 Amadora (Estação Norte) ⇆ Casal de Cambra ◷◫ (subst. 1517)
- 135 Amadora (Estação Norte) ↺ via Bairro da Mina ◷◫ (sem equiv. C.M.)
- 136 Amadora (Estação Norte) ↺ via Moinhos da Funcheira ◷◫ (sem equiv. C.M.)
- 137 Amadora (Estação Norte) ⇆ Casal da Mira (UBBO) ◷◫ (subst. 1005)
- 140 Mira Sintra (Mercado) ⇆ São Marcos (Largo) ◷◫ (equiv. 1215, 1220, 1225, e 1233)
- 142 Casal da Mira (UBBO) ⇆ Colégio Militar via Amadora ◷◫ (subst. 1707)
- 143 Amadora (Estação Norte) ⇆ Pontinha ◷◫ (subst. 1703)
- 144 Belém (Estação) ⇆ Cacém (Bairro do Grajal) ◷◫ (subst. 1718)
- 145 Reboleira (Metro) ↺ via Urbanização Casas do Lago / Hospital Fernando Fonseca ◷◫ (sem equiv. C.M.)
- 149 Belém (Estação) ⇆ Mira Sintra (Mercado) ◷◫ (equiv. 1511 e 1715)
- 150 Cacém (Estação) ⇆ Cacém (Bairro Joaquim Fontes) ◷◫ (subst. 1213)
- 151 Cacém (Estação) ⇆ Mira Sintra (Mercado) ◷◫ (equiv. 1218 e 1219)
- 152 Alegro Sintra ↺ via Rio de Mouro (Estação) / Bairro de Fitares ◷◫🛈 (subst. 1204)
- 154 Hospital Fernando Fonseca ↺ via Casal de São Brás / Alfornelos ◷◫ (subst. 1514)
- 155 Hospital Fernando Fonseca ↺ via Alfornelos / Casal de São Brás ◷◫ (subst. 1514)
- 157 Queluz (Palácio) ⇆ Serra da Silveira ◷◫ (subst. 1519)
- 158 Caxias (Quinta da Moura) ⇆ Lage ◷◫ (equiv. 1115 e 1117)
- 160 Bairro da Tabaqueira ⇆ Mira Sintra (Mercado) ◷◫ (subst. 1209)
- 161 Cacém (Estação) ↺ via Cacém (Bairro Joaquim Fontes) ◷◫ (subst. 1222)
- 162 Algés (Estação) ⇆ Falagueira (Metro) ◷◫ (subst. 1713)
- 163 Colégio Militar ⇆ Massamá (Casal do Olival) ◷◫ (subst. 1721)
- 164 Carregueira (Estabelecimento Prisional) ⇆ Monte Abraão (Estação) ◷◫ (subst. 1224)
- 165 Casal da Mira (UBBO) ↺ via Colégio Militar ◷◫ (subst. 1708)
- 168 Brandoa (Largo) ⇆ Alfornelos (Metro) ◷◫ (subst. 1011)
- 170 Encosta de São Marcos ⇆ Massamá (Urbanização Norte) ◷◫ (sem equiv. C.M.)
- 170A Massamá (Urbanização Norte) ⇆ Cacém (Estação) ◷◫ (subst. 1217)
- 170B Encosta de São Marcos ⇆ Cacém (Estação) ◷◫ (equiv. 1215, 1220, 1225, e 1233)
- 171 Queijas ⇆ Queluz-Belas (Estação) ◷◫ (subst. 1528)
- 179 Queluz-Belas (Estação) ⇆ Venda Seca ◷◫ (subst. 1212)
- 184 Paço de Arcos (Estação Norte) ⇆ Talaíde (Campo de Futebol) ◷◫ (subst. 1611)
- 185 Hospital Fernando Fonseca ⇆ Lisboa (Marquês de Pombal) ◷◫ (subst. 1704)
- 186 Hospital Fernando Fonseca ⇆ Falagueira (Metro) ◷◫ (subst. 1510)
- 189 Amadora (Estação Sul) ⇆ Falagueira (Metro) ◷◫ (sem equiv. C.M.)

1. ↑   Até 2020, a paragem terminal havia sido a Praça de Espanha, alterada para o Marquês de Pombal devido a obras naquele local.[13][14][15]

##### Extintas (antes de 2023)

###### Vimeca
- 17 Nova Carnaxide ↺ via Alto dos Barronhos / Carnaxide
- 21 Tercena (Estação) ↺ via São Marcos / TagusPark / São Marcos
- 35 Sintra Express: Lisboa (Marquês de Pombal) ⇆ Sintra (Estação) ◷◫

###### Lisboa Transportes
- 120 Talaíde (Escola Secundária) ⇆ Queluz de Baixo
- 121 Paço de Arcos (Estação Norte) ⇆ Universidade Católica
- 123 Queluz-Belas (Estação) ⇆ Montelavar
- 127 Amadora (Cemitério) ⇆ Amadora (Estação Sul)
- 138 Brandoa (Largo) ⇆ Costa da Caparica (sazonal)
- 139 Cacém (Estação) ⇆ Costa da Caparica (sazonal)
- 159 Cacém (Estação) ⇆ Cacém (Bairro da Anta)
- 181 Pontinha ⇆ Talaíde (Largo)